# Fabricio Oberto
Fabricio Raúl Jesús Oberto (Las Varillas, Córdoba; 21 de marzo de 1975) es un exjugador de baloncesto argentino. Con 2,08 metros de altura, jugaba mayormente en la posición de pívot. Durante su carrera fue miembro de varios equipos de la NBA, de la Liga ACB y de Asociación Deportiva Atenas. Ganador de diversos títulos y medallas con su selección, fue parte de la camada de jugadores argentinos pertenecientes a la que se denominó La Generación Dorada.

## Carrera

### Profesional
A la edad de 17 años decidió probar suerte en  Atenas, uno de los clubes más tradicionales en el básquetbol argentino, y fue seleccionado, empezando a jugar profesionalmente a fines de ese año, 1992. 
En 1998, después de haber sido elegido Jugador Más Valioso de la  Liga Nacional, fue transferido al  Olympiacos Pireo griego, empezando su experiencia europea que más tarde lo llevaría al club español TAU Cerámica. 
Después de dos temporadas con el TAU, fue traspasado al Pamesa Valencia. En ese período recibió el Premio Konex - Diploma al Mérito.
En 2005, después de comprar su pase al Pamesa para cancelarlo, firmó un contrato con los San Antonio Spurs, donde jugaba con su compatriota Emanuel Ginóbili en la temporada 2005/06. Usaba la camiseta n.º 7, al igual que en la selección de Argentina.
A pesar de haber perdido el protagonismo que tenía en Europa, y de que promediaba menos de 9 minutos por partido, se encontraba muy contento de estar jugando con los campeones defensores y muy satisfecho con su rol en el equipo.
En las series finales de la temporada 2006/2007 Oberto fue ocupando un lugar cada vez más preponderante, llegando a convertirse en un estandarte de la victoria de su equipo a los Cleveland Cavalliers y logrando su tan ansiado anillo de la NBA.
En junio de 2009 fue operado con éxito de una arritmia cardíaca.
El jueves 4 de noviembre de 2010 anunció su retiro de la actividad profesional, luego de sentir mareos relacionados con su condición cardíaca el día anterior en un partido contra Milwawkee.
Sin embargo en febrero de 2011 luego de someterse a varios estudios que tuvieron resultados positivos, el jugador argentino se había planteado un regreso. A raíz de estos estudios, el club Atenas de Córdoba había hecho público su interés por Oberto si este decidía regresar a las canchas. En septiembre de ese año, Oberto ganó el preolímpico de Mar del Plata con la selección argentina de baloncesto.
Finalmente, volvió a jugar en la Asociación Deportiva Atenas por la Liga Nacional de Básquetbol el 31 de enero de 2013 en el cotejo de los verdes ante Argentino (Junín).

### Selección nacional
Empezó a jugar con la selección argentina poco antes de su cumpleaños número 20, en 1995, y desde entonces disputó 83 partidos, y ganado varias competiciones, incluyendo la medalla de oro en los Juegos Olímpicos de 2004.
Comenzó con un oro en los Juegos Panamericanos de 1995 y una plata en el Campeonato FIBA Américas de 1995.
Luego otro oro en el Campeonato FIBA Américas de 2001, una plata en el Mundial de 2002 y otra más al año siguiente en el Campeonato FIBA Américas de 2003.
Después llegarían los éxitos olímpicos con el oro de Atenas y el bronce de los Juegos Olímpicos de Pekín 2008.
Su último torneo fue el Campeonato FIBA Américas de 2011 en el que también se llevó el oro.

## Medios de comunicación
Oberto es aficionado a tocar la guitarra, y mientras estuvo en Valencia empezó a tomar clases. Además formó un grupo, llamado De Pitis, junto a su compatriota Federico Kammerichs, donde Fabricio tocaba la guitarra y Kammerichs el bajo. En una radio de Valencia tuvo un programa junto a sus entonces compañeros de equipo, Federico Kammerichs y Asier García. El programa se llamaba De todo menos básquet y gozó de gran popularidad, teniendo a muchos invitados famosos del deporte  español. Tuvo su debut artístico tocando la guitarra en la canción "Remisero" con Illia Kuryaki and the Valderramas en el festival Cosquín Rock 2013.
Tras su retirada, encaró su carrera en los medios con un programa de radio llamado Bestias Mediterráneas en Vorterix y un programa de televisión llamado Lado Oberto, que se emitió en la señal de cable TyC Sports.
Lanzó el podcast DTMB (De todo menos básquet), donde entrevista a deportistas y otras personalidades.
Condujo el ciclo "Generación NBA" por la señal de aire DeporTV.
Desde 2016 es comentarista en partidos de la NBA en ESPN.
En 2019 decidió meterse en el mundo de los videojuegos y presentó su equipo New Indians GG, que compite en la liga argentina de League of Legends.
Desde 2021 forma parte de Todo Pasa en Urbana Play
Desde 2020 lanza un proyecto de producción de documentales y filmes, con el lanzamiento de Reset, volver a empezar, dirigida por Alejandro Hartmann, y, en 2021 New Indians, el camino del grunge, por Sebastián De Caro y Fernando Guida.
En 2020 lanza su línea de vinos Old Wines, con uvas producidas en la fina Las Compuertas.

## Logros y reconocimientos

### Clubes
Asociación Deportiva Atenas
- Campeón de la Liga Nacional Juvenil 1993.
- Campeonato Sudamericano de Clubes Campeones (1): 1994
- Campeonato Panamericano de Clubes (1): 1996
- Liga Sudamericana de Clubes (2): 1997 y 1998
- Liga Nacional de Básquet (1): 1997/98
- Subcampeonato de la Liga Nacional de Básquet 1995-96

Tau Cerámica
Subcampeonato de la Euroliga 2000/01.
Campeón de la  Copa del Rey 2001/02.
Campeón de la Liga ACB 2001/02.
Pamesa Valencia
Subcampeón de la Liga ACB 2002/03.
Campeón de la Copa ULEB 2002/03.
San Antonio Spurs
Campeón de la NBA 2006/07.

### Selección nacional
Medalla de Oro en los Juegos Panamericanos de 1995
 Medalla de Plata en el Campeonato FIBA Américas de 1995
 Medalla de Oro en el Campeonato FIBA Américas de 2001
 Medalla de Plata en el Mundial 2002
 Medalla de Plata en el Campeonato FIBA Américas de 2003
 Medalla de Bronce en el FIBA Diamond Ball 2004.
 Medalla de Oro en los Juegos Olímpicos de Atenas 2004
 Medallas de Oro en el FIBA Diamond Ball 2008
 Medalla de Bronce en los Juegos Olímpicos de Pekín 2008
 Medalla de Oro en el Campeonato FIBA Américas de 2011

## Estadísticas de su carrera en la NBA
|  | Denota temporada en la que ganó la NBA |

### Temporada regular
| Año     | Equipo      | PJ  | PT  | MPP  | %TC  | %3P  | %TL  | RPP | APP | ROB | TPP | PPP |
| ------- | ----------- | --- | --- | ---- | ---- | ---- | ---- | --- | --- | --- | --- | --- |
| 2005–06 | San Antonio | 59  | 0   | 8.3  | .473 | .000 | .556 | 2.1 | .5  | .2  | .2  | 1.7 |
| 2006–07 | San Antonio | 79  | 33  | 17.3 | .562 | .000 | .647 | 4.7 | .9  | .3  | .3  | 4.4 |
| 2007–08 | San Antonio | 82  | 64  | 20.1 | .608 | .000 | .607 | 5.2 | 1.2 | .4  | .2  | 4.8 |
| 2008–09 | San Antonio | 54  | 11  | 12.5 | .587 | .000 | .571 | 2.6 | 1.1 | .1  | .2  | 2.6 |
| 2009–10 | Washington  | 57  | 20  | 11.4 | .625 | .000 | .765 | 1.8 | .9  | .2  | .2  | 1.5 |
| 2010–11 | Portland    | 5   | 0   | 9.0  | .600 | .000 | .500 | 1.4 | .0  | .0  | .0  | 1.4 |
| Total   | Total       | 336 | 128 | 14.5 | .576 | .000 | .617 | 3.5 | .9  | .3  | .2  | 3.2 |

### Playoffs
| Año   | Equipo      | PJ | PT | MPP  | %TC  | %3P  | %TL   | RPP | APP | ROB | TPP | PPP |
| ----- | ----------- | -- | -- | ---- | ---- | ---- | ----- | --- | --- | --- | --- | --- |
| 2006  | San Antonio | 7  | 0  | 4.9  | .333 | .000 | .250  | .9  | .1  | .1  | .4  | 1.0 |
| 2007  | San Antonio | 20 | 12 | 20.8 | .625 | .000 | .571  | 4.9 | .7  | .3  | .2  | 5.6 |
| 2008  | San Antonio | 17 | 9  | 19.5 | .609 | .000 | .700  | 4.2 | 1.2 | .3  | .3  | 3.7 |
| 2009  | San Antonio | 2  | 0  | 11.0 | .667 | .000 | 1.000 | 2.0 | .0  | 1.0 | .0  | 6.0 |
| Total | Total       | 46 | 21 | 17.4 | .603 | .000 | .615  | 3.9 | .8  | .3  | .3  | 4.2 |